# Dadaismo

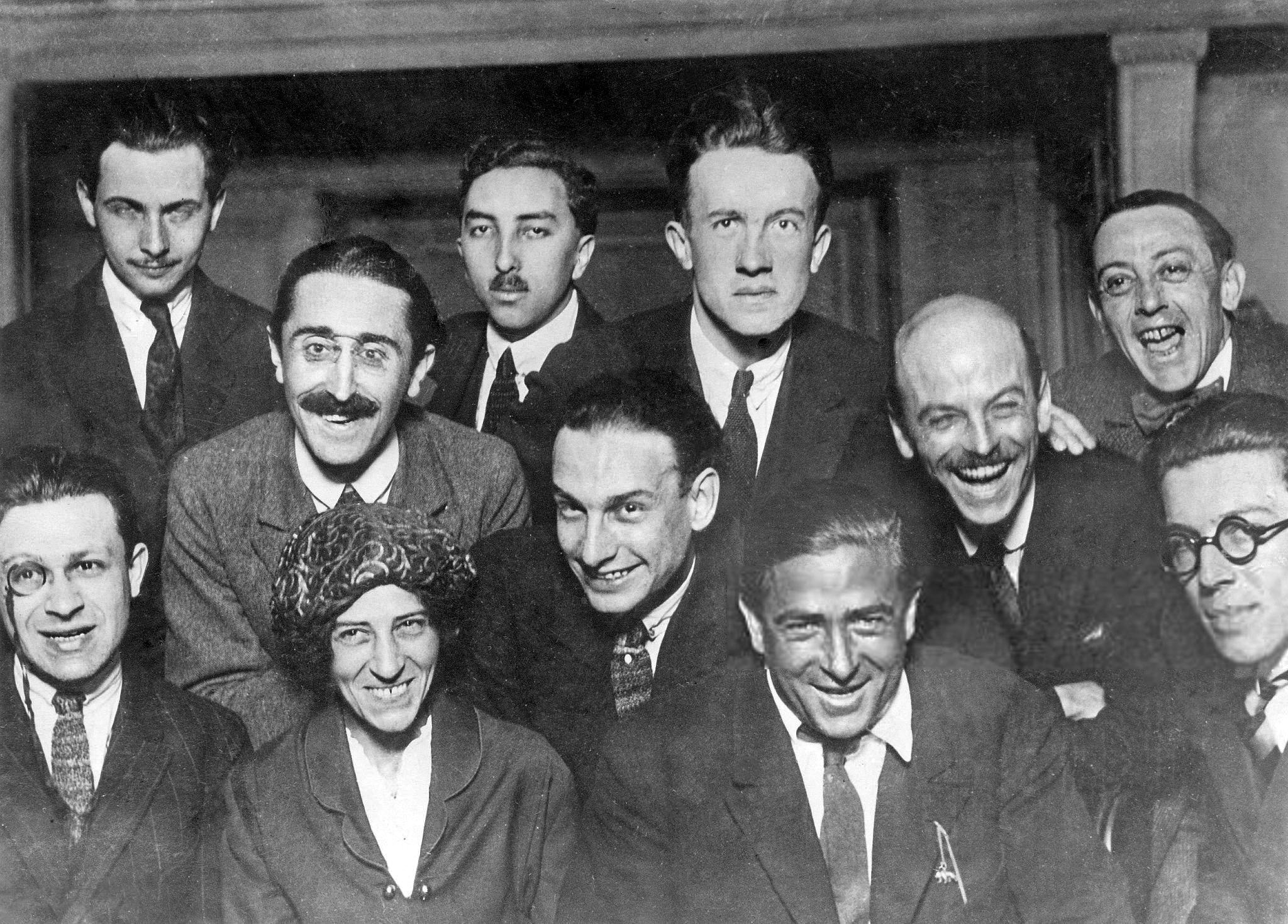
Gruppo dadaista, Parigi 1921: Louis Aragon, Theodore Fraenkel, Paul Éluard, Clement Pansaers, Paul Dermée, Philippe Soupault, Georges Ribemont-Dessaignes, Tristan Tzara, Céline Arnauld, Francis Picabia, André Breton.

Il dadaismo o dada è una corrente artistica e letteraria nata a Zurigo, nella Svizzera neutrale nella prima guerra mondiale, e sviluppatasi tra il 1916 e il 1922. Il movimento, che ha interessato soprattutto le arti visive, la letteratura (poesia, manifesti artistici), il teatro e la grafica, incarnava la sua politica antibellica attraverso un rifiuto degli standard artistici, come dimostra il nome dada che non ha un vero e proprio significato, tramite opere culturali che erano contro l'arte stessa. 
Il dadaismo ha quindi messo in dubbio e stravolto le convenzioni dell'epoca, dall'estetica cinematografica e artistica, alle ideologie politiche; ha inoltre proposto il rifiuto della ragione e della logica, ed ha enfatizzato la stravaganza, l'umorismo, la libertà espressiva e la derisione. Gli artisti dada erano volutamente irrispettosi, stravaganti, provavano disgusto nei confronti delle usanze del passato; ricercavano la libertà creativa per la quale utilizzavano tutti i materiali e le forme disponibili.

## Quadro generale
Le attività dada includevano manifestazioni pubbliche, dimostrazioni, pubblicazioni di periodici d'arte e letteratura. Le tematiche trattate spaziavano dall'arte alla politica. Dada nacque come protesta contro la barbarie della prima guerra mondiale, ma in seguito il movimento divenne più improntato ad una sorta di nichilismo artistico, che escludeva e condannava la rigidità e il manierismo in vari campi dell'arte come la letteratura, la pittura, la scultura. Tutto ciò era applicato anche e soprattutto alle convenzioni della società in cui gli artisti vivevano. Il dadaismo ha influenzato stili artistici e movimenti nati successivamente, come il surrealismo e il gruppo neo-Dada Fluxus. dada è stato un movimento internazionale, ed è relativamente difficile classificare gli artisti in base al loro paese di provenienza, in quanto si spostavano costantemente.

### Cos'è dada?
Secondo i dadaisti stessi, il dadaismo non era arte, era anti-arte. Tentava di combattere l'arte con l'arte. Per ogni cosa che l'arte sosteneva, Dada rappresentava l'opposto. Se l'arte prestava attenzione all'estetica, Dada ignorava l'estetica; se l'arte doveva lanciare un messaggio implicito attraverso le opere, Dada tentava di non avere alcun messaggio: l'interpretazione di Dada dipende interamente dal singolo individuo; se l'arte voleva richiamare sentimenti positivi, Dada offendeva. Attraverso questo rifiuto della cultura e dell'estetica tradizionali i dadaisti speravano di distruggere loro stessi, ma, ironicamente, l'arte Dada è diventato un movimento che ha influenzato l'arte moderna. Tristan Tzara afferma: 
 Un critico dell'American Art News ha asserito al riguardo che: 
 Gli stessi dadaisti hanno descritto Dada come: 
 La ragione e la logica avevano lasciato alla gente gli orrori della guerra, e l'unica via di salvezza era il rifiuto della logica per abbracciare l'anarchia e l'irrazionalità. Comunque, tutto ciò può essere inteso come lato logico dell'anarchia e il rifiuto dei valori e dell'ordine. La distruzione sistematica dei valori, non è quindi irrazionale, se si pensa che debba essere messa in atto.

### Perché dada?
(Tristan Tzara, Manifesto Dada, 1918)
L'origine della parola dada non è chiara; esistono varie interpretazioni e vari fatti collegati con la scelta del nome. Tristan Tzara definì il termine come un nonsense. Hans Richter ne sostiene la derivazione dall'uso frequente della parola da (sì in russo ed in rumeno). Dominique Noguez, docente di Estetica della letteratura e del cinema alla Sorbona ipotizzò che l'origine del termine fosse in rapporto con Lenin (incluso insieme a Tzara e James Joyce in Travesties di Tom Stoppard) in quanto probabile frequentatore del cabaret Voltaire. In ogni caso, volendolo tradurre letteralmente, in russo significa due volte sì; in tedesco due volte là; in italiano e francese costituisce una delle prime parole che i bambini pronunciano, e con la quale essi indicano tutto: dal giocattolo alle persone.
Secondo una testimonianza di Richard Huelsenbeck, uno tra i primi fondatori del movimento, la parola "Dada" significa in francese "cavallo a dondolo", e tale parola fu scoperta in modo del tutto casuale e fortuito da lui e dall'amico Hugo Ball, mentre erano intenti a scovare tra le pagine di un vocabolario tedesco-francese un nome appropriato per la cantante del loro cabaret, Madame Le Roy. Facendo fede a questa testimonianza, la scoperta del nome si collocherebbe sulla scia di quella casualità, illogicità che sono tratti peculiari dell'intero movimento dadaista.
Altre fonti, non attendibili, suggeriscono che la parola dada fu un caso fortuito quando un gruppo di artisti fecero delle combinazioni abbinando tutte le vocali a ogni consonante dell'alfabeto (una consonante + una vocale) estraendo a sorte per due volte le combinazioni; il risultato che ne conseguì fu che la combinazione "da" venne estratta due volte.
Siamo nella Zurigo del 1916. A partire proprio dal teatro e dalle manifestazioni visive, la cultura ufficiale viene scardinata da un movimento nuovo e rivoluzionario che porta all'estremo quello futurista. La derisione per ogni estetica e tecnica tradizionale è messa in scena con grande presa sul pubblico. Anche il mondo della letteratura e dell'arte non possono che esserne travolti.
Bisognerà aspettare il 1918 per ottenere il "Manifesto Dada" ad opera di Tristan Tzara:
Va notato che, secondo l'ideale dada, il movimento non si sarebbe dovuto chiamare affatto Dadaismo: il nome Dada venne creato proprio in opposizione a tutti gli -ismi letterari ed artistici. In fondo il dada era una provocazione, che ha saputo dimostrare quanto la gente reagisca con strane emozioni ad un'arte, cioè a una provocazione, diversa dal solito. 
«Anche nella scelta del loro nome i dadaisti sono stati i più trasgressivi. Diversamente dai suffissi degli altri "ismi", la parola dada, infatti, non significa nulla. Potrebbe anche derivare dall'intercalare affermativo che i ragazzi rumeni ripetevano incessantemente, parlandosi fitto nella loro lingua (...) o, addirittura, la coda di una vacca sacra per una certa popolazione africana, come scrive Tzara nel  Manifesto dada del 1918».

## Quadro socioculturale

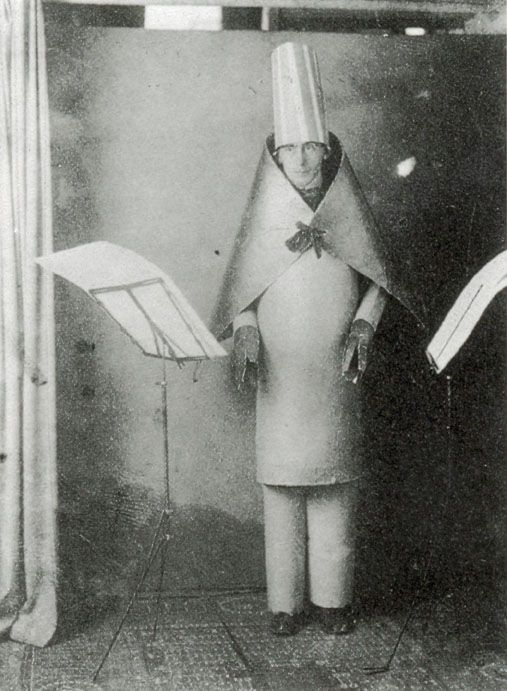
Hugo Ball al Cabaret Voltaire

L'esperienza della guerra, la disgregazione delle istituzioni di tradizione ottocentesca e le grandi trasformazioni sociali e politiche producono nel ventennio tra le due guerre mondiali un forte distacco dal passato non solo in campo storico e sociale ma anche in quello culturale e artistico. Cercando di spiegare le ragioni della nascita di Dada Tristan Tzara, in un'intervista alla radio francese, concessa nel 1950, dichiarava:
(Tristan Tzara)
La Street Art e la Sticker Art, praticate da artisti come Banksy e Adam Neate, riprendono in qualche modo i temi cari ai dadaisti, e li rilanciano con materiali, forme e grafiche consentite dall'evoluzione della tecnologia.

## Storia

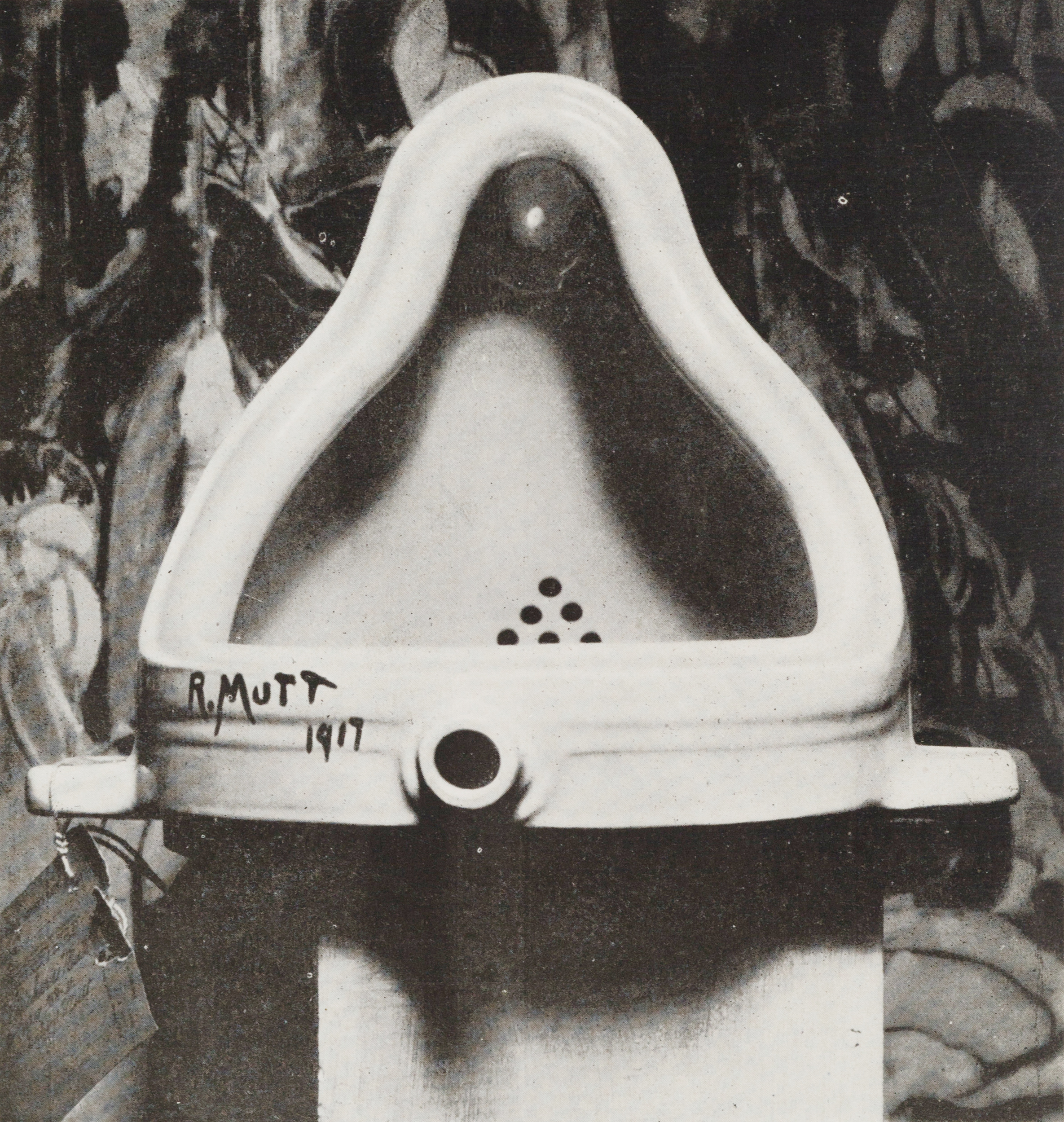
R. Mutt (Marcel Duchamp), Fontana, 1917

Il Dadaismo o Dada è un movimento culturale nato nel 1916 a Zurigo, nella Svizzera neutrale della prima guerra mondiale, e sviluppatosi tra il 1916 e il 1922. Il movimento ha interessato soprattutto le arti visive, la letteratura (poesia, manifesti artistici), il teatro e la grafica, e ha concentrato la sua politica antibellica mediante un rifiuto degli standard artistici attraverso opere culturali che erano contro l'arte stessa.
Il dadaismo ha inoltre messo in dubbio e stravolto le convenzioni dell'epoca: dall'estetica cinematografica o artistica fino alle ideologie politiche; ha inoltre proposto il rifiuto della ragione e della logica, ha enfatizzato la stravaganza, la derisione e l'umorismo.
Gli artisti dada erano volutamente irrispettosi, stravaganti, provavano disgusto nei confronti delle usanze del passato; ricercavano la libertà di creatività per la quale utilizzavano tutti i materiali e le forme disponibili.
La situazione storica in cui il movimento ha origine è la fine della Prima Guerra Mondiale, quando la situazione politica era pessima e i conflitti sociali esasperati; l'inclinazione sovversiva di Dada trova il terreno giusto con un gruppo di intellettuali europei che si rifugia in Svizzera per sfuggire alla guerra. Questo gruppo è formato da Hans Arp, Tristan Tzara, Marcel Janco, Richard Huelsenbeck e Hans Richter.
Il loro esordio ufficiale è fissato al 5 febbraio 1916, giorno in cui viene inaugurato il Cabaret Voltaire fondato dal regista teatrale Hugo Ball. Alcuni di loro sono tedeschi, come il pittore e scultore Hans Arp, altri rumeni, come il poeta e scrittore Tristan Tzara o l'architetto Marcel Janco. Dada è infatti ormai pensata e diretta interamente da Tzara.
Egli non è solo il direttore ufficiale ma anche l'ideatore e unico organizzatore; è sempre lui a sponsorizzare la seconda fase, quella di Galerie Dada (17 marzo 1917), nella quale il movimento gira verso uno standard un po' più conforme a quello del resto dell'avanguardia creando una “Nuova arte astratta“, con esposizioni di opere di artisti cubisti ecc. Tzara si schiera anche contro il cubismo e il futurismo, che considera alla stregua di “accademie”. Marcel Duchamp (1887-1968), molto colpito dalla diffusione di prodotti industriali, già nel 1913 crea la prima opera dada con un oggetto “la ruota della bicicletta”.
Le serate al Cabaret Voltaire non sono molto diverse dalle serate organizzate dai futuristi: in entrambe vi è l'intento di stupire con manifestazioni inusuali e provocatorie, così da proporre un'arte nuova e originale. Hausmann, Grosz, Heartfield, formano il club dada berlinese, di protesta politica contro la società borghese e nazionalista di quegli anni, e realizzano manifesti e volantini con la tecnica del fotomontaggio cercando nuove forme per esprimere nuovi contenuti. “Il dadaista è la persona totalmente attiva che vive solo d'azione”.
I due movimenti, Futurismo e Dadaismo, hanno diversi punti comuni, come l'intento dissacratorio e la ricerca di meccanismi nuovi del fare arte.
Hanno anche qualche punto di notevole differenza: soprattutto il diverso atteggiamento nei confronti della guerra. I futuristi, nella loro posizione interventista, sono tutto sommato favorevoli alla guerra, mentre ne sono del tutto contrari i dadaisti. Altri punti in comune tra i due movimenti sono l'uso dei manifesti quale momento di dichiarazione di intenti.
Innanzitutto la parola Dada, che identificò il movimento, non significava assolutamente nulla, rispetto al significato sufficientemente profondo che, invece, vuole trasmettere il futurismo. Il movimento rifiuta ogni atteggiamento razionalistico, il quale è ovviamente provocatorio e viene usato come una clava per abbattere le convenzioni borghesi intorno all'arte. Pur di rinnegare la razionalità, i dadaisti non rifiutano alcun atteggiamento dissacratorio. Una analogia con l'avanguardia italiana è che tutti i mezzi sono idonei per giungere al loro fine ultimo: distruggere l'arte. Distruzione assolutamente necessaria per poter ripartire con una nuova arte, non più sul piedistallo dei valori borghesi, ma coincidente con la vita stessa e non separata da essa.
Il movimento, dopo il suo esordio a Zurigo, si diffonde ben presto nel 1916 in Europa, soprattutto in Germania e quindi a Parigi. Il dadaismo fu la più radicale delle avanguardie storiche: si schierò contro la guerra e la cultura occidentale, e si schierò contro le avanguardie artistiche che l'avevano preceduto.
Benché il dadaismo sia un movimento ben circoscritto e definito in area europea, vi è la tendenza di far ricadere nel medesimo ambito anche alcune esperienze artistiche che, negli stessi anni, ebbero luogo a New York e negli Stati Uniti. L'esperienza dadaista americana nacque dall'incontro di alcune notevoli personalità artistiche: il pittore francese Marcel Duchamp, il pittore e fotografo americano Man Ray, il pittore franco-spagnolo Francis Picabia e il gallerista americano Alfred Stieglitz.
La vita del movimento è abbastanza breve. Del resto non poteva essere diversamente. La funzione principale del dadaismo era quello di distruggere una concezione oramai vecchia e desueta dell'arte. Questa è la funzione che svolge, ma per poter diventare propositiva necessitava di una trasformazione: ciò avvenne tra il 1922 e il 1924, quando il Dadaismo scomparve e nacque il Surrealismo.

### Zurigo
Nel 1916, Hugo Ball, Emmy Hennings, Tristan Tzara, Hans Arp, Marcel Janco, Richard Huelsenbeck, Sophie Täuber, insieme con altri, discutevano sull'arte e mettevano in scena esibizioni al Cabaret Voltaire, il locale dove è stato concepito e dove è nato il dadaismo. La prima serata pubblica si svolse il 14 luglio 1916: durante la festa Ball recitò il primo manifesto Dada. Nel 1918 Tzara lo riscrisse apportando modifiche sostanziali.
Nasce quindi anche un ideale dadaista: il principio cardine dell'azione Dada è la negazione di tutti i valori e canoni estetici dell'arte, di quella tradizionale, ma anche di quella d'avanguardia, entrambe accusate di essere funzionali ai valori del sistema borghese. Essa si traduce nel rifiuto del concetto di bellezza, degli ideali, della ragione positivistica, del progresso e del modernismo, cui vengono contrapposti una libertà senza freni, l'irrazionalità, l'ironia, il gusto per il gesto ribelle e irridente, lo spirito anarchico. La volontà di mettere in crisi modi di pensare definiti borghesi stimola una strategia di spiazzamento imperniata sull'accostamento di forme e materiali inconsueti, sulla degerarchizzazione delle tecniche e dei generi artistici tradizionali e sulla valorizzazione dei nuovi procedimenti quali il collage e il fotomontaggio (inventato dai dadaisti tedeschi). Poco tempo dopo uscì il primo ed unico numero della rivista Dada Cabaret Voltaire. Dopo la chiusura dell'omonimo locale, le attività si spostarono altrove, e Ball lasciò l'Europa. Tzara iniziò una campagna per la diffusione delle idee dadaiste, contattando artisti e scrittori francesi ed italiani; in poco tempo divenne il leader e lo stratega del movimento.

### Berlino
Dopo la fine della guerra, i dadaisti tedeschi tornarono in patria, e lì importarono le esperienze fatte al Cabaret Voltaire. Berlino (così come Colonia e Hannover) fu il punto d'incontro dell'incursione di Dada in Germania.
Berlino è ormai una capitale decentrata rispetto all'ex Impero tedesco del periodo di Guglielmo II, che andava dal mar Baltico al Reno; infatti la nuova sede del governo tedesco fu spostata nella più centrale Weimar che dette nome alla Repubblica omonima. Colonia si trovava ormai a ridosso dei nuovi confini francesi e della regione della Saar, occupata dagli eserciti dell'Intesa.
Nonostante ciò Berlino in questo periodo divenne un centro culturale fervente e il gruppo dadaista, riunito intorno alla rivista Der Dada, introdusse il suo spirito caustico e iconoclasta aggiungendosi all'espressionismo della pittura di George Grosz (poi diventato lui stesso una delle punte di diamante del dadaismo berlinese) del teatro di Ernst Toller, Franz Werfel, Erwin Piscator e di certe messincena di Max Reinhardt e del primo Brecht e anche del cinema di Fritz Lang e Murnau.
I principali esponenti del dadaismo berlinese furono: John Heartfield, Otto Dix, George Grosz, Wieland Herzfelde (fratello di Heartfield), Richard Huelsenbeck, Jefim (Jef) Golyscheff, Raoul Hausmann e Hannah Höch che fondarono il Dada-Club degli artisti berlinesi. Il momento più importante del dadaismo a Berlino fu la Erste Internationale Dada-Messe del 1920 cioè la prima mostra internazionale del dadaismo.
Il momento fondamentale del gruppo Dada berlinese fu, nel 1919, l'adesione alla rivolta spartachista di Rosa Luxemburg e Karl Liebknecht, che tendeva ad instaurare una repubblica bolscevica anche in Germania sull'esempio della Russia sovietica.
I dadaisti berlinesi si erano molto politicizzati; fu forse l'unica cellula Dada che si affiancò ad una vera e propria posizione politica ma ciò fu dovuto alle particolari condizioni della Germania che nella crisi in cui si trovava dette spazio a correnti politiche di estrema sinistra (come la Lega di Spartaco e il Partito Comunista Tedesco -KPD-) e di estrema destra (come il NSDAP di Adolf Hitler).
Con l'ascesa di Hitler, tutti gli appartenenti al Dada berlinese s'iscrissero al neonato partito comunista e misero a disposizione della propaganda anti-nazista la loro arte. Celebri in questo senso furono i quadri e i disegni di George Grosz, dove la borghesia liberale e più destrorsa viene messa in burla in maniera impietosa; ancora più celebri furono i fotomontaggi di John Heartfield (che insieme a Man Ray si disputa il primato dell'invenzione di questa tecnica fotografica al tempo sconosciuta) dove i ritratti di Hitler sono abilmente ritoccati con intenti satirici di sapore amaro. La maggior parte delle opere di Heartfield furono pubblicate dopo gli anni venti nella rivista politica AIZ.
Dopo il 1933, con il cancellierato di Adolf Hitler, i dadaisti berlinesi furono costretti insieme a migliaia di altri artisti non graditi al nuovo regime ad emigrare all'estero.

### Colonia
Anche Colonia, come Berlino, fu molto provata dalla crisi finanziaria della Germania postbellica, costretta a pagare danni di guerra superiori alle proprie possibilità economiche.
Ma il dadaismo a Colonia fu molto diverso rispetto alla cellula berlinese. I suoi fondatori, Hans Arp, Max Ernst e il pittore-poeta Johannes Baargeld, coautori, fra l'altro, di collage collettivi e anonimi definiti Fatagaga, riuscirono, data la vicinanza geografica, ad intessere rapporti sia col gruppo di Zurigo, del quale avevano fatto parte nel periodo precedente la guerra, sia con quello parigino.
La pittura di Arp proveniva da un retroterra culturale molto importante: aveva partecipato con Vasilij Kandinskij alla nascita del gruppo Der Blaue Reiter (Il Cavaliere Azzurro) a Monaco di Baviera nel 1911 e alla rivista espressionista Der Sturm, dove avevano pubblicato loro opere anche gli espressionisti tedeschi più importanti come Franz Marc, Oskar Kokoschka e August Macke oltre allo stesso Kandinskij.
Max Ernst fu un pittore di grande tecnica e vena creativa che cavalcò tutte le principali correnti del suo tempo, dall'espressionismo al dadaismo, e poi il surrealismo, dove dette le migliori prove della sua tecnica pittorica.
Il dadaismo di Colonia non ebbe i risvolti politicizzati di quello berlinese ma ugualmente fu messo al bando dai nazisti come arte degenerata e dopo l'ascesa al potere di Hitler i dadaisti renani lasciarono la Germania continuando ad operare in Francia e/o aderendo tutti al neonato movimento surrealista.

### Hannover
Fra le espressioni migliori del dadaismo in Germania non va scordata quella di Hannover, forse la più dadaista e radicale. Quella di Hannover non fu una vera e propria "scuola" dato che in fondo era rappresentata da un solo artista valido: Kurt Schwitters.
Considerato un lupo solitario Schwitters fu scoperto dadaista, suo malgrado, da Hans Arp che lo introdusse nel circolo parigino. Lontano dagli intellettualismi dei dadaisti originari, Schwitters aveva sviluppato un suo stile personale e i suoi lavori furono da lui raccolti sotto l'etichetta di Merzbau. Pur se distante dall'ideologia Dada, il suo stile può essere considerato dadaista a tutti gli effetti e la sua figura quella di un artista estremo e quasi animalesco che viveva la sua arte in maniera completa corrispondente alla sua vita.

### Parigi
Le avanguardie francesi rimasero al corrente delle attività del movimento Dada a Zurigo tramite contatti regolari tenuti da Tristan Tzara (il suo pseudonimo significa triste nel proprio paese, un nome scelto per protestare contro il trattamento ricevuto dagli ebrei nella sua patria natia, la Romania), che intratteneva una corrispondenza consistente in lettere, poemi, e riviste, scambiate con Guillaume Apollinaire, André Breton, Max Jacob, e con altri scrittori, critici ed artisti francesi.
Il movimento Dada sorse anche a Parigi quando nel 1920 molti dei suoi fondatori vi si trasferiscono in massa. Ispirati da Tzara, il Dada parigino presto pubblica manifesti, organizza dimostrazioni, mette in scena esibizioni e produce un buon numero di giornali (le due edizioni finali di Dada, Le Cannibale, e Littérature presentò in diverse edizioni il movimento Dada).
La prima presentazione al pubblico parigino delle opere d'arte dadaista è stata al Salon des Indépendants nel 1921. Jean Crotti mostrò lavori associati col movimento Dada, includendo un'opera intitolata, Explicatif che mostrava soltanto la scritta Tabu.

### New York
A New York, ovvero un'altra città che, come Zurigo, non era stata toccata direttamente dalla guerra, un gruppo di artisti ha incominciato a operare in uno spirito simile a quello Dada: il termine si sarebbe però diffuso in un secondo momento. In questo caso il luogo non era un locale di svago, ma la piccola galleria 291, diretta da Alfred Stieglitz (1864-1946), un pioniere della fotografia moderna anche grazie alla rivista da lui diretta, Camera Work.
La galleria era frequentata da giovani intraprendenti come Marcel Duchamp, Man Ray e Francis Picabia. Si data normalmente l'emergere di uno spirito Dada a New York attorno al 1915, ma un evento precedente consente di anticiparne ancora la nascita, rispetto alle attività di Zurigo: l'Armory Show, la prima vasta rassegna informativa che portò l'arte delle avanguardie europee in America, tenutasi nel 1913 in una vecchia armeria e destinata a fecondare l'atmosfera artistica newyorkese.

## Italia
In Europa il Dadaismo nacque da una situazione alquanto drammatica causata da una guerra che, come scrissero i dadaisti rifugiati in Svizzera, “non finiva mai”. Quando terminò non fece altro che provocare in tutto il continente un lungo periodo di instabilità politica, economica e sociale. 
In Italia la situazione non era molto diversa da quella degli stati europei con una sostanziale differenza che qui già operava un’avanguardia, quella futurista, che continuamente cercava di mettere in pratica lo scardinamento del fare arte in modo tradizionale. Tristan Tzara ne era consapevole e trovò un fedele alleato italiano nel filosofo Julius Evola, e artisti come Enrico Prampolini che riuscirono a metterlo in contatto con Filippo Marinetti, l'ideologo del Futurismo italiano e internazionale.
E non fu un caso che lo stesso Tzara in una delle molte serate del Cabaret Voltaire recitò alcune poesie di Marinetti, anche se i futuristi italiani, a cominciare da Prampolini, vedevano il dada come un movimento d’avanguardia che comunque imitava il futurismo italiano, questo almeno nel primo anno di vita del dadaismo. Ciò produsse una rottura tra i futuristi e lo stesso Tzara che cercò in molte occasioni di oscurare l'attività degli italiani.
In Italia non ci fu un vero e proprio movimento dada, c'erano già i futuristi che con le loro serate si muovevano in ambito pre dada, ma piuttosto piccoli gruppi di artisti che utilizzarono il nome Dada. Gruppi che si costituirono a partire dal 1919/20 a Firenze, Mantova, Trieste e Roma.
A Firenze le attività furono documentate dagli articoli del Centone, la rivista del dada fiorentino, che comunque a leggerne i contenuti si scopre che l’azzardo più avanguardistico è una frase di Ardengo Soffici che affermava che il vero artista “doveva tralascia(re) la propria personalità, facendo sì che le opere si esprimessero da sole e con i propri mezzi”. (cfr, Il Centone, Fi, 1919); i risultati pittorici furono sostanzialmente modesti e non smossero il panorama tradizionale italiano; forse riuscirono meglio nelle serate "alla futurista" che ruotavano attorno alla parodia e al gusto del paradosso.
Il gruppo di Mantova accolse totalmente le idee dadaiste di Tzara, riportate nella loro rivista Procellaria, che comunque ebbe vita breve sostituita dalla rivista Bleu - un nome più adatto per una rivista d'avanguardia - a cui si rapportò anche Evola.
Nel versante della pittura, il dadaismo mantovano puntò le sue ricerche verso l’astrazione con apporti materici ed oggettuali e comunque con artisti considerati minori del panorama italiano, anzi alla cessazione delle pubblicazioni i dadaisti mantovani confluirono nel futurismo. 
Un altro contributo all'avanguardia italiana Dada venne dal gruppo triestino che si mosse sostanzialmente sulla scia di quello fiorentino, però con un’appropriazione dei concetti zurighesi più autonoma e indipendente dalle posizioni dadaiste di Tzara, comunque tenendo sempre fermo il concetto di libera vitalità espressiva, tralasciando, ed è un paradosso, l'ideologia del progresso dei futuristi.
Per la breve stagione del dadaismo romano va ricordata l’attività pittorica di Evola che s'innestava in un panorama dinamico e monopolizzato dai futuristi ad iniziare da Anton Giulio Bragaglia e l’attività della sua Casa d’Arte. Evola tra il 1915 e il 1921 produsse opere che lui chiamò dell'"idealismo sensoriale" e dell'"astrattismo mistico e macchinista", aderendo, dopo una fitta corrispondenza con Tzara, all'esperienza dadaista, parallelamente alla fase di elaborazione del suo idealismo magico.

## Le riviste Dada
Le riviste, assunsero per la diffusione del Dadaismo un'importanza pari, se non superiore, a quella dei periodici per gli espressionisti tedeschi. Benché ne uscissero pochi numeri, la loro diffusione nel mondo dell'avanguardia era capillare; si trattava dei soli veicoli attraverso i quali potevano diffondersi le idee di un gruppo ristretto di intellettuali, contrari alle opinioni correnti. Le pagine di queste riviste, non soltanto le copertine, erano spesso concepite come progetti d'artista e opere riproducibili.
Le riviste di maggiore rilievo in ambito Dada furono:
- Dada: fondata a Zurigo nel 1917 da Hugo Ball e Tristan Tzara, ne furono pubblicati complessivamente cinque numeri, l'ultimo dei quali il 5 maggio 1919 e fu diffusa in Europa fino al 1921.
- 291: fondata a Barcellona nel 1917 da Francis Picabia, diffusa in Europa e in America fino al 1924.
- Littérature: fondata nel 1919 a Parigi da un gruppo di giovani poeti.
- Cannibale: fondata nel 1920 a Parigi da Francis Picabia.
- Mécano: fondata nel 1922 con Theo van Doesburg, Kurt Schwitters, Jean Arp e Tristan Tzara.
- Dudu: fondata nel 1977 a Milano, il nome deriva dalla fusione delle parole Dada e Punk.
- Bleu: fondata a Mantova da Cantarelli e Fiozzi, vi collaborarono artisti di ispirazione dada italiani in collaborazione con il filosofo Julius Evola e con Tristan Tzara stesso.

## Ready Made
Un notevole contributo dato alla definizione di una nuova estetica sono i «ready-made». Il termine indica opere realizzate con oggetti reali, non prodotti con finalità estetiche e presentati come opere d'arte.
In pratica i «ready-made» sono un'invenzione di Marcel Duchamp, il quale inventa anche il termine per definirli che in italiano significa approssimativamente «già fatti», «già pronti». I «ready-made» nascono ancor prima del movimento dadaista, dato che il primo «ready-made» di Duchamp, la ruota di bicicletta, è del 1913.
Essi diventano, nell'ambito dell'estetica dadaista, uno dei meccanismi di maggior dissacrazione dei concetti tradizionali d'arte. Soprattutto quando Duchamp, nel 1917, propose uno dei suoi più noti «ready-made»: fontana. In pratica, con i «ready-made» si ruppe il concetto per cui l'arte era il prodotto di un'attività manuale coltivata e ben finalizzata. Opera d'arte poteva essere qualsiasi cosa: posizione che aveva la sua conseguenza che nulla è arte. Questa evidente tautologia era superata dal capire che innanzitutto l'arte non deve separarsi altezzosamente dalla vita reale, ma confondersi con questa, e che l'opera dell'artista non consiste nella sua abilità manuale, ma nelle idee che riesce a proporre. Infatti, il valore dei «ready-made» era solo nell'idea. Abolendo qualsiasi significato o valore alla manualità dell'artista, l'artista, non è più colui che sa fare cose con le proprie mani, ma colui che sa proporre nuovi significati alle cose, anche per quelle già esistenti.

## Critiche e commenti su Dada
(Jean Arp)
(Duchamp)
(Hugo Ball)
(Jean Arp)
(Jean Arp)

## Dadaisti celebri
- Guillaume Apollinaire
- Hans Arp
- Johannes Baader
- Hugo Ball
- Arthur Cravan
- Jean Crotti
- Theo van Doesburg
- Marcel Duchamp
- Max Ernst
- Julius Evola
- Elsa von Freytag-Loringhoven
- Jefim Golyscheff
- George Grosz
- Raoul Hausmann
- John Heartfield
- Emmy Hennings
- Hannah Höch
- Richard Huelsenbeck
- Marcel Janco
- Clément Pansaers
- Francis Picabia
- Man Ray
- Hans Richter
- Kurt Schwitters
- Joseph Stella
- Sophie Täuber
- Tristan Tzara
- Beatrice Wood
- Robert Wyatt
- Il'ja Zdanevič

## Le tecniche dei dadaisti celebri
La tattica di destabilizzazione dadaista si perfezionava infatti attraverso un incessante antagonismo nei confronti dei borghesi, volto a suscitare l'irritazione e poi a scuotere la fantasia “cristallizzata”.
I Dadaisti usano forme casuali realizzate con materiali poco consueti, le buffe inquietanti maschere e i canti tribali diventano poesie, gli oggetti di tutti i giorni, per un diverso accostamento, acquistano improvvisamente un significato inatteso e spiazzante. L'opera non è più l'immagine della natura né l'espressione di uno stato d'animo, è solamente se stessa, significa nient'altro. L'opera “riposa” nel meccanismo che l'aziona, nel puro gesto che la crea o, spesso, nella semplice “scelta” che la invita. Tutto è casuale e provvisorio, abbandonate tutte le regole sulla produzione delle immagini, adottano e sperimentano tecniche nuove. I dadaisti si autodefiniscono “tecnici di montaggio” adottano le tecniche di collage e incollano e sovrappongono su di un supporto che può essere stato in precedenza un dipinto, forme di ritaglio, casualmente, in materiali diversi, come pezzi di carta, ritagli di giornale, fotografie, piccoli oggetti anche tridimensionali.